# مزرعه خوره زردی
مزرعه خوره زردی یک منطقهٔ مسکونی در ایران است که در دهستان سنجابی واقع شده‌است. مزرعه خوره زردی ۴۰ نفر جمعیت دارد.